# Communauté de communes Callac - Argoat
La communauté de communes Callac - Argoat est une ancienne communauté de communes française, située dans le département des Côtes-d'Armor, en région Bretagne.

## Histoire
Créée le 20 décembre 2001 par arrêté préféctoral, la communauté de communes Callac - Argoat a succédé au SIVOM du canton de Callac, fondé en 1976, qui avait lui-même pris la suite d'un syndicat intercommunal à vocation unique (SIVU) né en 1933.
Elle disparait le 31 décembre 2016 en fusionnant avec six communautés de communes pour former une nouvelle communauté d'agglomération, sous le nom de Guingamp Paimpol Armor Argoat Agglomération.

## Territoire communautaire

### Géographie
Située dans le pays historique de la Cornouaille et du Centre Ouest Bretagne au sens de la loi Voynet, à l'ouest du département et à la frontière du Finistère, elle regroupait l'ensemble des onze communes du canton de Callac.

### Composition
Elle était composée des 11 communes suivantes :
| Nom             | Code Insee | Gentilé           | Superficie (km2) | Population (dernière pop. légale) | Densité (hab./km2) |
| --------------- | ---------- | ----------------- | ---------------- | --------------------------------- | ------------------ |
| Callac (siège)  | 22025      | Callacois         | 33,03            | 2 224 (2014)                      | 67                 |
| Bulat-Pestivien | 22023      | Bulatois          | 31,23            | 435 (2014)                        | 14                 |
| Calanhel        | 22024      | Calanhelois       | 14,32            | 210 (2014)                        | 15                 |
| Carnoët         | 22031      | Carnoëtois        | 42,06            | 691 (2014)                        | 16                 |
| Duault          | 22052      | Duaultois         | 21,59            | 366 (2014)                        | 17                 |
| Lohuec          | 22132      | Lohuécois         | 17,18            | 273 (2014)                        | 16                 |
| Maël-Pestivien  | 22138      | Maëlois           | 31,29            | 408 (2014)                        | 13                 |
| Plourac'h       | 22231      | Plouracois        | 32,15            | 335 (2014)                        | 10                 |
| Plusquellec     | 22243      | Plusquellecois    | 26,31            | 548 (2014)                        | 21                 |
| Saint-Nicodème  | 22320      | Nicodémois        | 16,94            | 174 (2014)                        | 10                 |
| Saint-Servais   | 22328      | Saint-Servaisiens | 28,04            | 416 (2014)                        | 15                 |

### Démographie
| 1999  | 2006  | 2009  | 2011  | 2012  |
| ----- | ----- | ----- | ----- | ----- |
| 6 397 | 6 281 | 6 334 | 6 315 | 6 227 |

## Administration

### Siège
Le siège de la communauté de communes était à Callac, rue Louis Morel.

### Conseil communautaire
Les 28 conseillers titulaires étaient répartis selon le droit commun comme suit :
| Nombre de conseillers | Communes                                                                            |
| --------------------- | ----------------------------------------------------------------------------------- |
| 7                     | Callac                                                                              |
| 3                     | Carnoët, Plusquellec                                                                |
| 2                     | Bulat-Pestivien, Calanhel, Duault, Lohuec, Maël-Pestivien, Plourac'h, Saint-Servais |
| 1                     | Saint-Nicodème                                                                      |

### Élus
La communauté de communes était administrée par un conseil communautaire constitué en 2014 de 28 conseillers communautaires.
À la suite des élections municipales de 2014 dans les Côtes-d'Armor, le conseil communautaire du 23 avril 2014 avait réélu son président, Jacques Le Creff, maire de Plusquellec, ainsi que ses 6 vice-présidents. La liste des vice-présidents était alors la suivante :
|     | Attributions     | Identité        | Qualité                     |
| --- | ---------------- | --------------- | --------------------------- |
| 1er | -                | Claude Lozac'h  | Maire de Lohuec             |
| 2e  | Enfance-jeunesse | Lise Bouillot   | Maire de Callac             |
| 3e  | -                | Christian Coail | Maire de Saint-Servais      |
| 4e  | -                | Gilbert Le Gall | Maire de Duault             |
| 5e  | -                | Yannick Larvor  | Maire de Plourac'h          |
| 6e  | -                | Alain Hervé     | Adjoint au maire de Carnoët |

### Liste des présidents
| Période                                    | Période       | Identité                    | Étiquette | Qualité                                                                          |
| ------------------------------------------ | ------------- | --------------------------- | --------- | -------------------------------------------------------------------------------- |
| Syndicat intercommunal à vocation multiple |               |                             |           |                                                                                  |
| Les données manquantes sont à compléter.   |               |                             |           |                                                                                  |
| ?                                          | 1983          | Lucien Le Verge (1920-2008) | PCF       | Maire de Maël-Pestivien (1959 → 1989) Conseiller général de Callac (1958 → 1964) |
| 1983                                       | décembre 2001 | Jean Carmès (1933-2008)     | PCF       | Adjoint au maire de Callac (1989 → 2001)                                         |
| Communauté de communes                     |               |                             |           |                                                                                  |
| décembre 2001                              | avril 2008    | Christian Coail             | PS        | Maire de Saint-Servais (1989 → 2021) Conseiller général de Callac (2008 → 2015)  |
| avril 2008                                 | décembre 2016 | Jacques Le Creff            | PS        | Maire de Plusquellec (2001 → ) Réélu en 2014                                     |